# منتخب الجزائر لكرة السلة
منتخب الجزائر لكرة السلة هو المنتخب الوطني الذي يمثل كرة السلة الجزائرية في مختلف المنافسات الدولية.

## الإنجازات

### بطولة العالم لكرة السلة للرجال
بطولة العالم لكرة السلة للرجال 2002 : المرتبة 15

### بطولة أفريقيا لكرة السلة للرجال
- 1965 : الثالث
- 1968 : السابع
- 1980 : الرابع
- 1981 : الخامس
- 1983 : السادس
- 1987 : التاسع
- 1989 : السادس
- 1992 : التاسع
- 1993 : الخامس
- 1995 : الرابع
- 1999 : السادس
- 2001 : الوصيف
- 2003 : السابع
- 2005 : الرابع

### دورة ألالعاب الأفريقيا
- 1978 : الرابع

### البطولة العربية لكرة السلة للرجال
- 1981 : الوصيف
- 1994 : الوصيف
- 2000 : الوصيف
- 2005 : البطل
- 2025  :  البطل

### ألعاب البحر الأبيض المتوسط
- 2005 : مرتبة 7

### دورة ألعاب التضامن الإسلامي
- 2005 : الوصيف

## بعض اللاعبين المشهورين
- سامي أمزيان سنوات النشاط من 2000 إلى 2006

## وصلات خارجية
- الموقع الرسمي